# پارک جونانجیما کایهین
پارک جونانجیما کایهین (به ژاپنی: 城南島海浜公園 Jonanjima Kaihin Park) یکی از پارک‌های توکیو در اوتا-کو، توکیو در ژاپن است. این پارک در نزدیکی فرودگاه هانه‌دا قرار دارد.